# Brazzera
Brazzera war ein Schiffstyp in der Adria, eingesetzt von Venedig und den dalmatinischen Küstengebieten als Frachtsegler und Fischereiboot. Der Schiffstyp wurde bis ins 19. Jahrhundert verwendet und hatte eine Tragfähigkeit bis etwa 80 Tonnen. Die Besegelung bestand aus einem Mast mit rechteckigem Halbrahsegel. Klüver wurden nicht verwendet. Das Schiff konnte auch gerudert werden. Die Besatzung bestand aus vier bis sechs Mann.